# Schedocercops maeruae
Schedocercops maeruae là một loài bướm đêm thuộc họ Gracillariidae. Nó được tìm thấy ở Nam Phi.
Ấu trùng ăn Maerua racemulosa. Chúng có thể ăn lá nơi chúng làm tổ.